# Svarttjärnen (Byske socken, Västerbotten)
Svarttjärnen är en sjö i Skellefteå kommun i Västerbotten och ingår i Åbyälvens huvudavrinningsområde.